# Heat (EP)
Heat é um extended play (EP) colaborativo do músico inglês SG Lewis e da cantora sueca Tove Lo, lançado em 14 de junho de 2024 de forma independente através da gravadora de Lo, Pretty Swede Records. O EP é o sexto de Lewis e o terceiro de Lo.

## Antecedentes
Lewis e Lo começaram a trabalhar juntos durante a produção do quinto álbum de estúdio de Lo, Dirt Femme. Isso resultou no surgimento das músicas "Call On Me" e "Pineapple Slice" quando o álbum foi lançado no outono de 2022. A primeira faixa foi lançada como o terceiro single promocional do álbum e foi incluída mais tarde no segundo álbum de Lewis, AudioLust & HigherLove (2023). Ambos os artistas continuaram trabalhando em canções depois disso e criaram a maioria delas rapidamente antes de passar "quase um ano" justando-as. Eles também contaram com a ajuda do produtor britânico Totally Enormous Extinct Dinosaurs para escrita e produção adicionais. Eles planejaram que o EP fosse um projeto paralelo casual, mas ele assumiu um papel e um esforço muito maiores.
A dupla começou a divulgar o EP colaborativo em janeiro e fevereiro de 2024, junto com uma colaboração com a cantora e compositora canadense Nelly Furtado. Dessa colaboração surgiu "Love Bites", lançada mais tarde como o lead single do álbum 7 de Furtado.

## Lançamento e promoção
Em 4 de junho de 2024, eles anunciaram oficialmente o EP com data de lançamento marcada para dez dias depois. Junto com o lançamento do EP em 14 de junho, a faixa-título foi lançada como o primeiro single, ao lado de seu videoclipe, que mais tarde foi censurado pelo YouTube como para maiores de 18 anos, por conter cenas NSFW. O clipe conta com drag queens e pessoas queer. O vídeo foi dirigido por David Wilson, com vídeos para as outras três faixas sendo lançados em seguida. Lewis e Lo só aparecem no primeiro vídeo, com Lo dizendo que eles estavam “tentando destacar outras pessoas e a comunidade queer mais do que nós mesmos nos vídeos. Wilson teve liberdade para criar um ambiente, onde todos nós nos sentiríamos nós mesmos sem sermos censurados de forma alguma”. Lewis acrescentou: “Queríamos que o vídeo celebrasse a comunidade queer e que a filmagem em si fosse uma grande festa suada.” Os vídeos foram filmados na boate Electrowerkz em Londres durante o primeiro evento Club Heat.
Os videoclipes são interligados pela narrativa de Ali; uma protagonista não binária que viaja pela Club Heat, uma boate fictícia e queer — com cada vídeo mostrando um ângulo diferente da boate, retratando a amplitude de experiências na vida noturna — "Heat" estabelece a festa, "Let Me Go Oh Oh" a intimidade das cabines dos banheiros, "Busy Girl", estrelado por Finnbar Love, destaca o cabaré queer e "Desire" mostra uma conexão transcendente entre o protagonista de "Busy Girl".
O diretor David Wilson, disse: “Lo e Lewis escolheram especificamente Londres como a cidade para dar vida a este projeto por causa da cena queer que está aqui. Fiquei muito feliz por ter sido selecionado como o diretor para dar vida a isso. Eles fizeram um pedido específico para não ser o centro do projeto. Embora tenhamos os dois artistas no videoclipe de ‘Heat’, a partir daí a multidão e os dançarinos da Londres queer são as estrelas na tela. Este foi um projeto extremamente ambicioso e, para obter o máximo de quilometragem, juntei-me a Fa e Fon, que dirigiram os vídeos de ‘Let Me Go Oh Oh’. Trabalhar com eles foi uma experiência maravilhosa e me viu assumir um papel de ‘diretor criativo’.”

### Club Heart
Os artistas promoveram o EP com uma série de apresentações pop-up do Club Heat. Eles contam com ambos tocando juntos, além de Lo aparecendo ocasionalmente para apresentações vocais e de dança. O primeiro Club Heat foi realizado em 9 de maio no Electrowerkz em Londres. A segunda, que também serviu como festa de lançamento do EP, foi realizada em 13 de junho no Heart WeHo em West Hollywood. Outros eventos do Club Heat foram realizados no Festival de Glastonbury em 28 de junho, no 3 Dollar Bill no Brooklyn em 8 de agosto, e um próximo show no Boiler Room em São Francisco, como parte do Portola Festival em 27 de setembro.

## Alinhamento de faixas
| Heat           |                   |                                                       |                       |         |  |
| N.º            | Título            | Compositor(es)                                        | Produtor(es)          | Duração |  |
| 1.             | "Heat"            | Samuel George Lewis Tove Nilsson Orlando Higginbottom | SG Lewis Higginbottom | 3:37    |  |
| 2.             | "Let Me Go Oh Oh" | SG Lewis Nilsson Higginbottom                         | SG Lewis              | 3:58    |  |
| 3.             | "Busy Girl"       | SG Lewis Nilsson Higginbottom                         | SG Lewis Higginbottom | 2:22    |  |
| 4.             | "Desire"          | SG Lewis Nilsson                                      | SG Lewis              | 5:34    |  |
| Duração total: | Duração total:    | Duração total:                                        | Duração total:        | 15:31   |  |

Notas
- "Let Me Go Oh Oh" é estilizado como "Let me go OH OH".

## Equipe e colaboradores
- SG Lewis — produção, programação, sintetizador (todas as faixas); bateria (faixas 1–3)
- Tove Lo — vocais principais, vocais de apoio, letras (todas as faixas)
- Totally Enormous Extinct Dinosaurs — produção, bateria, programação, sintetizador (faixas 1–3)
- Chris Gehringer — masterização
- Nathan Boddy — mixagem
- Lilian Nuthall – assistência de mixagem

## Desempenho nas tabelas musicais
| País — Tabela musical (2024)                 | Melhor posição |
| -------------------------------------------- | -------------- |
| Estados Unidos (Top Dance/Electronic Albums) | 15             |

## Histórico de lançamento
| Região | Data                | Formato                          | Gravadora    | Ref.          |
| ------ | ------------------- | -------------------------------- | ------------ | ------------- |
| Várias | 14 de junho de 2024 | Download digital streaming vinil | Pretty Swede | [ 18 ] [ 19 ] |